# Rainer Langhans

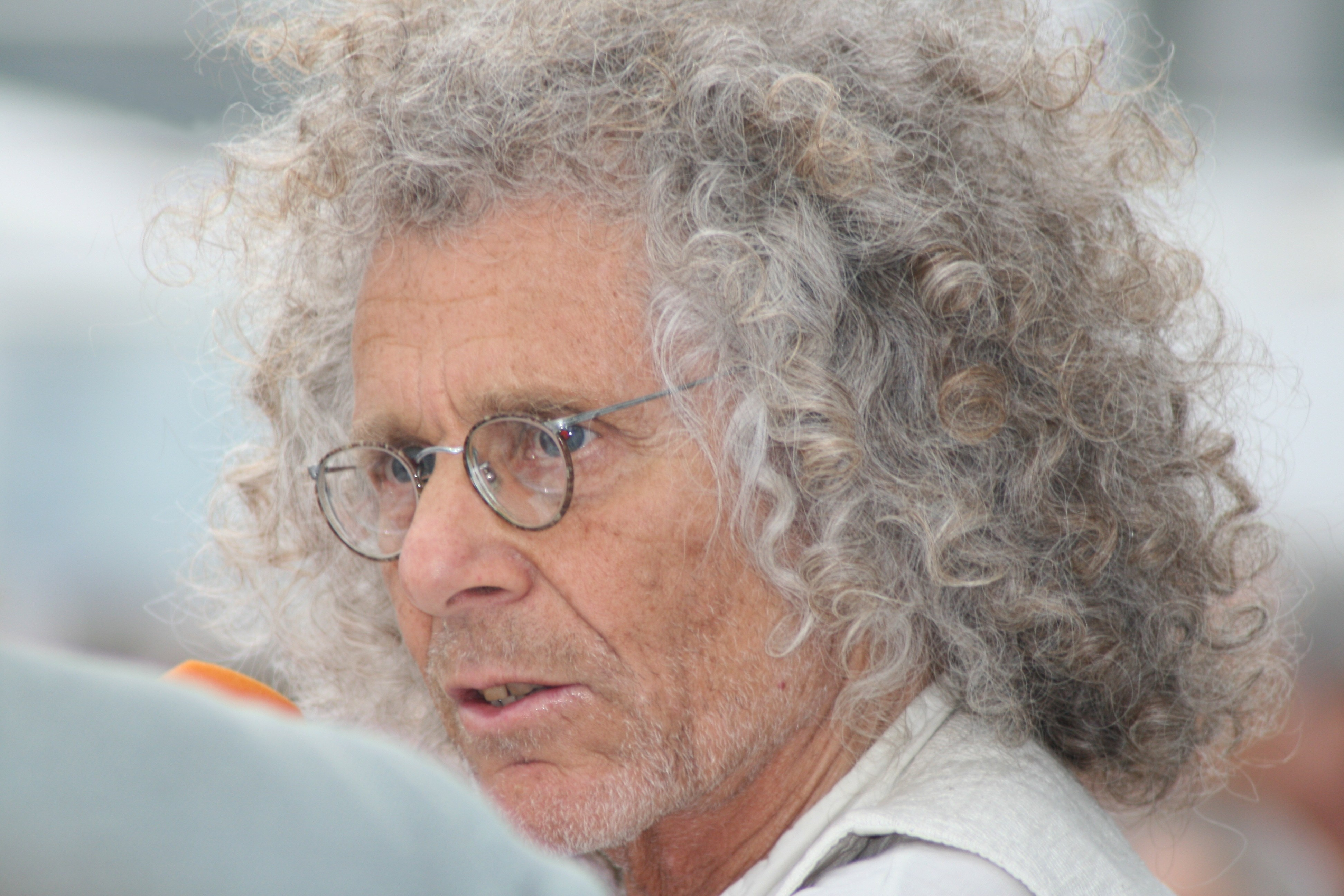
Rainer Langhans, 2008

Rainer Langhans (* 19. Juni 1940 in Oschersleben) ist ein deutscher Autor, Filmemacher und Schauspieler, der vor allem für seine Mitgliedschaft in der Kommune I bekannt ist.

## Leben
Rainer Langhans ist das älteste von vier Kindern eines Ingenieurs. Sein Großvater väterlicherseits war Arzt in Jena, sein Vater arbeitete bis 1945 in einem Rüstungsbetrieb bei Stolpmünde in Hinterpommern. Die Familie flüchtete bei Kriegsende nach Jena. Rainer Langhans war Schüler der Jenaer Grete-Unrein-Schule und Mitglied der Jungen Pioniere. 1953 verließen seine Eltern Jena und flüchteten mit der Berliner S-Bahn in den Westen. Durch zahlreiche Umzüge seiner Familie in der Nachkriegszeit erlebte er die unterschiedlichen Schulsysteme in Ost- und Westdeutschland und absolvierte 1960 sein Internats-Abitur an der privaten Zinzendorfschule der Herrnhuter Brüdergemeine in Königsfeld im Schwarzwald. Im Internat war er Klassensprecher, weil er „so vernünftig“ gewesen sei und „nie herumalbern“ konnte. Er fühlte sich in der Kindheit „immer uralt“ und erhielt später mit der Diagnose Asperger-Autismus eine Erklärung.
Nach dem Abitur trat Langhans 1960 freiwillig in die Bundeswehr ein und verließ sie 1961 als Fähnrich der Reserve. Zum Wintersemester 1962 begann er an der Freien Universität Berlin zunächst ein Jurastudium. Zwei Semester später immatrikulierte er sich für das Fach Psychologie, brach jedoch 1969 seine Vordiplomarbeit wegen Differenzen mit dem Professor ab. Während dieser Zeit kam Langhans mit der Studentenbewegung in Berührung und zog im März 1967 in die kurz zuvor gegründete Polit-Wohngemeinschaft Kommune I.

### Aktionen in den 1960er Jahren

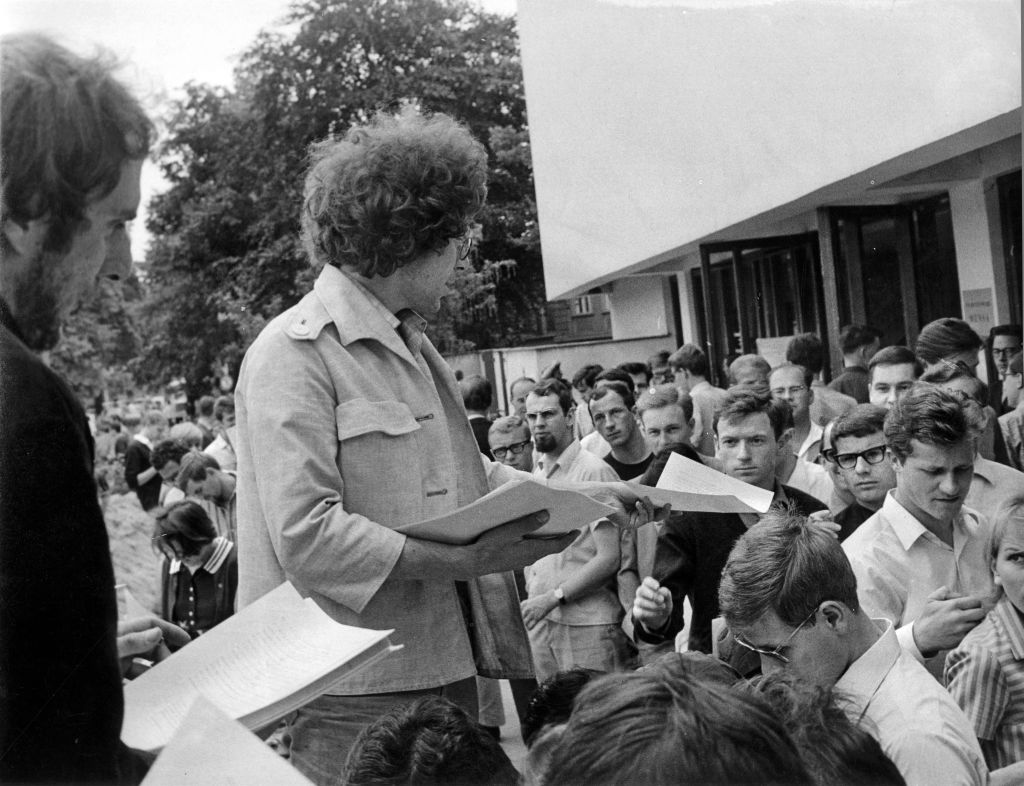
Rainer Langhans verteilt Flugblätter vor der Mensa der Freien Universität Berlin (1967)

Mit dem sogenannten „Kaufhausbrand-Flugblatt“, das die Kommunarden 1967 in Umlauf brachten, sollten die Konsumgesellschaft und die Napalm-Attacken der US-Amerikaner im Vietnamkrieg kritisiert werden. Während Monate später Andreas Baader und Gudrun Ensslin, die sich damals im Umfeld der Kommune I aufhielten, in Frankfurt am Main tatsächlich zwei Kaufhäuser in Brand setzten, wurde Langhans durch das Berliner Kammergericht, vor dem er wegen Anstiftung zur Brandstiftung angeklagt war, freigesprochen.
Als 1967 der ehemalige Reichstagspräsident Paul Löbe verstarb, störte eine Gruppe um Andreas Baader die Trauerfeierlichkeiten am Rathaus Schöneberg. Sie trug einen Sarg mit der Aufschrift „SENAT“, verhöhnte Löbe und brachte den Wunsch zum Ausdruck, die Leichen der damaligen Berliner Senatoren zu „verscharren“. Rainer Langhans beteiligte sich im Petticoat an der Aktion.
Bekannt wurde ferner das „Pudding-Attentat“, das Langhans und andere anlässlich des Besuchs des US-Vizepräsidenten Hubert H. Humphrey geplant hatten: Wiederum als Zeichen des Protests gegen den Vietnamkrieg sollte der US-Politiker mit Pudding beworfen werden. Das Attentat blieb unausgeführt, da die Kommune I damals unter Beobachtung des Berliner Verfassungsschutzes stand und Langhans in Polizeigewahrsam genommen worden war. Die Bild-Zeitung titelte damals: „Geplant: Berlin – Bombenanschlag auf US-Vizepräsidenten“.

### Ab 1970

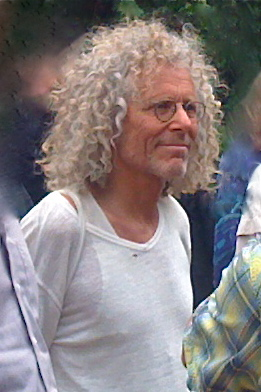
Rainer Langhans bei der Beerdigung von Fritz Teufel, 2010

Langhans war bis 1973 mit dem Fotomodell Uschi Obermaier liiert, die ebenfalls in der Kommune I lebte. In München zog sie mit Langhans in die von Thomas Althoff gegründete High-Fish-Kommune (auch Haifisch-Kommune geschrieben). Als Fleetwood Mac im Rahmen einer Europatournee 1970 in München Station machte, wurde der damalige Bandleader Peter Green von Obermaier und Langhans zu einer Party der Kommune bzw. Haifisch-Kommune eingeladen.
Langhans vertritt bis heute die Meinung, dass das Private das eigentlich Politische sei. Bereits Anfang der 1970er hatte er sich zusätzlich spirituell-esoterischen Inhalten zugewandt. Nach der Veröffentlichung eines Interviews mit Mathias Bröckers für die taz, das am 12. April 1989 veröffentlicht wurde, geriet Langhans wegen seiner mehrfach vorgetragenen spirituellen Deutung des Nationalsozialismus in den Folgejahren immer wieder in die Kritik. Der Nationalsozialismus sei als eine fehlgeleitete „Gottsuche“ der Deutschen zu verstehen; Hitler sei ein verhinderter Spiritueller.
Langhans lebt in einer Mietwohnung des Evangelischen Siedlungswerks in der Clemensstraße in München-Schwabing mit Christa Ritter, Brigitte Streubel und Gisela Getty. Bis zu ihrem Tod im Februar 2017 wohnte dort auch Gisela Gettys Zwillingsschwester Jutta Winkelmann. Die Lebensgemeinschaft fasst sich als soziales Experiment auf, die er als „Der Harem“ bezeichnet. Anders als in einem orientalischen Harem haben die Mitglieder der Gruppe jeweils eigene Wohnungen. Die Frauen führen teilweise weitere Beziehungen. Im März 2007 lud Langhans die ehemalige Terroristin Brigitte Mohnhaupt in einem Interview mit der Abendzeitung in seinen Harem ein. „Nach so langer Gefangenschaft sind sicherlich Bedürfnisse bei ihr vorhanden, zu denen auch Sexualität gehört. Aber bei uns geht es um viel mehr: Wer intensive Beziehungsarbeit – die auch eine Form von Terror sein kann – zu leisten bereit ist, erlebt das Paradies von morgen.“ Im Februar 2008 erging, ebenfalls via Abendzeitung, eine Einladung an die Fürther Landrätin Gabriele Pauli.
2011 war Rainer Langhans Teilnehmer in der 5. Staffel der RTL-Show Ich bin ein Star – Holt mich hier raus! Hierfür erhielt er eine Gage von 50.000 Euro. Da er Veganer ist, wurde vertraglich geregelt, dass er im Gegensatz zu den anderen Teilnehmern keine Tiere essen musste. 20.000 Euro hiervon spendete er laut einer Pressemitteilung der Piratenpartei Bayern, weitere 20.000 Euro sollten an Julian Assanges Verteidigungsfonds gehen.
Über seine Dschungelcamp-Erfahrungen berichtete Langhans 2011 in einem weiteren Gespräch mit Manuel Ochsenreiter vom rechtsextremen Magazin Zuerst! Am 18. Mai 2011 nahm Langhans bei der rechtskonservativen Burschenschaft Normannia-Nibelungen zu Bielefeld an einem Gesprächskreis teil.
Im Kontext seines documenta-13-Besuchs in Kassel betitelte die Hessische/Niedersächsische Allgemeine ihren Artikel Kommunarde Rainer Langhans flirtet mit den Piraten. Am 23. November 2012 war er Gast auf dem Programmparteitag der Piratenpartei in Bochum. Am 4. August 2013 war er prominenter Gast in der Wahlkampfzentrale der Piraten in Berlin beim Piraten Talk mit dem Titel Teilen ist das neue Haben zusammen mit Bruno Kramm, Bundestagskandidat der Piraten aus Bayern.
Aus seiner Zeit als Zeitsoldat bezieht er eine kleine Rente. Weiteres Geld verdient er nach Eigenangaben durch Bücher und Vorträge. Von Ostern 2007 bis 2017 beantwortete Rainer Langhans für Focus Online öffentlich Leseranfragen mit regelmäßigen Videokolumnen.
1994 erhielt er zusammen mit Christa Ritter den Grimme-Preis für Schneeweißrosenrot. 2015 war er Teilnehmer der Scripted-Realityshow Newtopia. 2020 machte er seinen unheilbaren Prostatakrebs öffentlich.  Er entschloss sich gegen eine Chemotherapie und zu einer Hormonbehandlung.
Rainer Langhans hat nach eigenen Angaben nicht mehr lange zu leben.

## Trivia
Der Online-Versandhändler Zalando veröffentlichte 2010 einen Werbespot, der auf Langhans Bezug nimmt. Schauplatz des Spots ist dabei eine Hippie-Kommune im 68er-Stil. Der bewusst Assoziationen an Langhans weckende Protagonist doziert dort über die neueste Bedrohung durch den Kapitalismus in Form des beworbenen Onlineshops. Langhans wehrte sich gegen die Darstellung und schaltete einen Anwalt ein. Daraufhin fand sich Zalando zu einer außergerichtlichen Einigung bereit, in deren Rahmen Langhans selbst in einem neuen Zalando-Onlinespot erschien, für den er jedoch kein Honorar erhielt.
Zeitzeugin Gretchen Dutschke äußerte 50 Jahre nach 1968: „Gut möglich, dass Fritz Teufel und Rainer Langhans heute zu den YouTube-Stars zählen würden, den sogenannten ‚Influencern‘, [...]. Eine absurde Vorstellung? Mag sein. Allerdings traf die Kommune 1 den rebellischen Zeitgeist zwischen Hippietum und Revolutionsrhetorik damals, trotz aller inneren Konflikte, sehr genau.“
2018 vergab der Kunstverein Ahlen einen mit 1.968,- Euro dotierten Kunstpreis für ein vergoldetes Schamhaar von Rainer Langhans unter dem Titel „Searching for the Revolution“ an die Künstler Evelyn Möcking und Daniel Nehring.

## Schriften
- Ich bin’s – die ersten 68 Jahre. Autobiographie. Blumenbar, München 2008. ISBN 978-3-936738-34-6. Online-Version auf Langhans’ Homepage (PDF; 410 kB)
- Theoria Diffusa, aus Gesprächen mit drei Frauen. Infektionen zu Schattenarbeit im Reich der Lichthelden. Greno, Nördlingen 1986. ISBN 3-89190-020-1.
- mit Fritz Teufel (Herausgeber): Klau mich. StPO der Kommune I. Edition Voltaire, Frankfurt am Main, Berlin 1968. In: Voltaire-Handbücher, Band 2 (hrsg. von Bernward Vesper), ISBN 3-88167-022-X (unveränderter Nachdruck bei Trikont, München 1977 und 1978).

## Filmografie (als Schauspieler)
- 1971: Haytabo (BRD, Regie: Ulli Lommel), auch Mitwirkung am Drehbuch
- 1973: Welt am Draht
- 1979: Die Hamburger Krankheit
- 1984: Tatort: Heißer Schnee
- 2014: Good Luck Finding Yourself (Doku-Roadmovie)[44]
- 2020: Walchensee Forever (Doku)[45]